# Europacup II hockey mannen 1999
De 10de editie van de Europacup II voor mannen werd gehouden van 2 tot en met 5 april 1999 in Amsterdam. Er deden acht teams mee, verdeeld over twee poules. Amsterdam H&BC won deze editie van de Europacup II. 

## Poule-indeling

### Eindstand Poule A
| Team                    | Pnt | GS | W | G | V | DV | DT | DS  |
| ----------------------- | --- | -- | - | - | - | -- | -- | --- |
| 1. Amsterdam H&BC       | 9   | 3  | 3 | 0 | 0 | 14 | 0  | +14 |
| 2. Pocztowiec TPSA      | 6   | 3  | 2 | 0 | 1 | 8  | 2  | +6  |
| 3. Three Rock Rovers HC | 3   | 3  | 1 | 0 | 2 | 3  | 10 | -7  |
| 4. RSHVSM Minsk         | 0   | 3  | 0 | 0 | 3 | 0  | 13 | -13 |

### Eindstand Poule B
| Team                      | Pnt | GS | W | G | V | DV | DT | DS |
| ------------------------- | --- | -- | - | - | - | -- | -- | -- |
| 1. Atlètic Terrassa       | 6   | 3  | 2 | 0 | 1 | 8  | 5  | +3 |
| 2. Dinamo Jekaterinenburg | 4   | 3  | 1 | 1 | 1 | 5  | 5  | 0  |
| 3. Beeston HC             | 4   | 3  | 1 | 1 | 1 | 4  | 6  | -2 |
| 4. Lille MHC              | 2   | 3  | 0 | 2 | 1 | 5  | 6  | -1 |

## Poulewedstrijden

### Vrijdag 2 april 1999
- 13.00 B Ekaterinburg - Lille 1-1
- 15.00 B Atlètic Terrassa - Beeston 3-0
- 17.00 A K.S. Poctowiec - Minsk 4-0
- 19.00 A Amsterdam - Three Rock Rovers 6-0

### Zaterdag 3 april 1999
- 11.00 B Ekaterinburg - Beeston 1-2
- 13.00 B Atlètic Terrassa - Lille 3-2
- 15.00 A Amsterdam - Minsk 6-0
- 17.00 A K.S. Poctowiec - Three Rock Rovers 4-0

### Zondag 4 april 1999
- 10.00 B Ekaterinburg - Atlètic Terrassa 3-2
- 12.00 B Beeston - Lille 2-2
- 14.00 A Amsterdam - K.S. Poctowiec 2-0
- 16.00 A Minsk - Three Rock Rovers 0-3

## Finales

### Maandag 5 april 1999
- 08.00 4A v 3B Minsk - Beeston 0-2
- 10.30 3A v 4B Three Rock Rovers - Lille 1-7
- 13.00 2A v 2B Pocztowiec - Ekaterinburg 2-1
- 15.30 1A v 1B Amsterdam - Athletic Terrassa 2-2 3-1 ps

## Einduitslag
1.  Amsterdam H&BC 

2.  Atlètic Terrassa 

3.  KS Pocztowiec TPSA 

4.  Dinamo Ekaterinburg 

5.  Lille MHC 

5.  Beeston HC 

7.  RSHVSM Minsk 

7.  Three Rock Rovers HC 

Mannen:
1990 ·
Terrassa 1991 ·
Vught 1992 ·
Birmingham 1993 ·
Terrassa 1994 ·
Cagliari 1995 ·
Den Haag 1996 ·
Reading 1997 ·
's-Hertogenbosch 1998 ·
Amsterdam 1999 ·
Terrassa 2000 ·
's-Hertogenbosch 2001 ·
Eindhoven 2002 ·
Terrassa 2003 ·
Eindhoven 2004 ·
Lille 2005 ·
Reading 2006 ·
Madrid 2007 

Opgegaan in de Euro Hockey League
Vrouwen:
1991 ·
Vught 1992 ·
Birmingham 1993 ·
Cardiff 1994 ·
Groningen 1995 ·
Rotterdam 1996 ·
Utrecht 1997 ·
Leuven 1998 ·
Terrassa 1999 ·
Keulen 2000 ·
Rome 2001 ·
Ourense 2002 ·
Rotterdam 2003 ·
Laren 2004 ·
Keulen 2005 ·
Edinburgh 2006 ·
Madrid 2007 ·
Parijs 2008 ·
Manchester 2009

Opgegaan in de Europcacup I